# Markus Fuchs
Markus Fuchs (Wängi, 23 de junio de 1955) es un jinete suizo que compitió en la modalidad de salto ecuestre. Su hermano Thomas también compitió en el mismo deporte.
Participó en cinco Juegos Olímpicos de Verano, entre los años 1988 y 2004, obteniendo una medalla de plata en Sídney 2000, en la prueba por equipos (junto con Beat Mändli, Lesley McNaught y Wilhelm Melliger).
Ganó una medalla de bronce en el Campeonato Mundial de Saltos Ecuestres de 1994 y siete medallas en el Campeonato Europeo de Saltos Ecuestres entre los años 1987 y 2005.

## Palmarés internacional
| Juegos Olímpicos   | Juegos Olímpicos          | Juegos Olímpicos  | Juegos Olímpicos |
| Año                | Lugar                     | Medalla           | Categoría        |
| ------------------ | ------------------------- | ----------------- | ---------------- |
| 2000               | Sídney (Australia)        | Medalla de plata  | Por equipos      |
| Campeonato Mundial |                           |                   |                  |
| Año                | Lugar                     | Medalla           | Categoría        |
| 1994               | La Haya (Países Bajos)    | Medalla de bronce | Por equipos      |
| Campeonato Europeo |                           |                   |                  |
| Año                | Lugar                     | Medalla           | Categoría        |
| 1987               | San Galo (Suiza)          | Medalla de bronce | Por equipos      |
| 1989               | Róterdam (Países Bajos)   | Medalla de bronce | Por equipos      |
| 1991               | La Baule (Francia)        | Medalla de bronce | Por equipos      |
| 1999               | Hickstead (Reino Unido)   | Medalla de plata  | Individual       |
| 1999               | Hickstead (Reino Unido)   | Medalla de plata  | Por equipos      |
| 2003               | Donaueschingen (Alemania) | Medalla de bronce | Por equipos      |
| 2005               | San Patrignano (Italia)   | Medalla de plata  | Por equipos      |